# Nadezjda Ljubimova
Nadezjda Ljubimova, född den 28 december 1959, är en sovjetisk roddare.
Hon tog OS-silver i scullerfyra i samband med de olympiska roddtävlingarna 1980 i Moskva.